# Dominikus Stark
Dominikus Stark (* 1973 in Starnberg) ist ein deutscher Architekt und ehemaliger Gastprofessor.

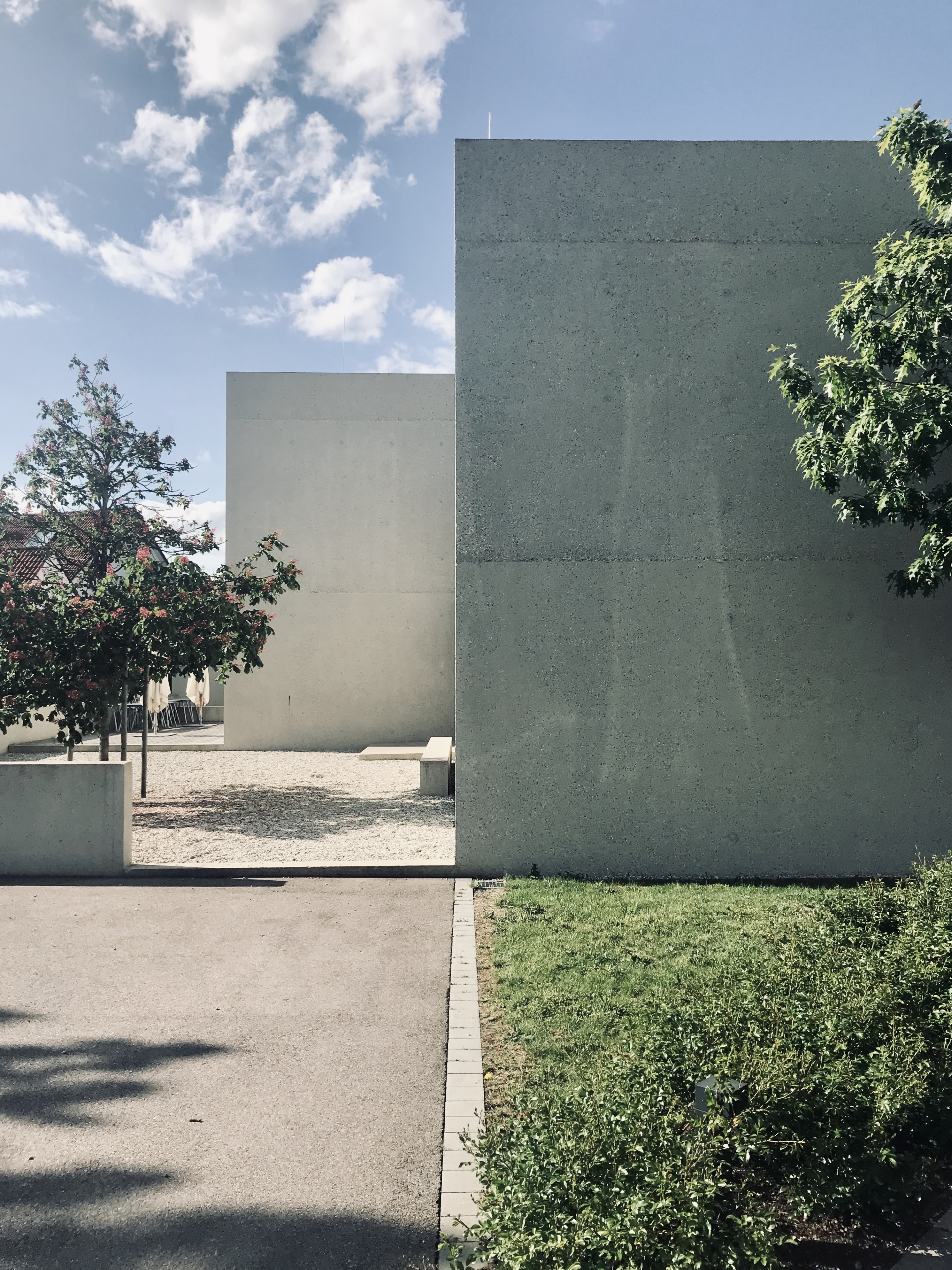
Haus für Geoinformation, Kranzberg

## Werdegang
Dominikus Stark schloss 1995 eine dreijährige Schreinerlehre ab und studierte von 1997 bis 2003 Architektur an der Hochschule München. Nach seinem Diplom gründete er 2004 ein Architekturbüro in München und lehrte als Vertretungs- und Gastprofessor an der Hochschule München (2011–12, 2019–20). Dominikus Stark ist Mitglied im Bund Deutscher Architekten.

## Bauwerke
Starks Bauten wurden von Florian Holzherr und Michael Heinrich fotografiert.
- 2002–2005: Gästehaus St. Brigida, Ligurien
- 2005: Sanierung Bauernhaus, Chiemgau
- 2007: Verwaltungsgebäude, Kranzberg
- 2010: Education Center Nyanza, Ruanda[2][3]
- 2012: Sanierung Wohnhaus, München-Solln
- 2015: Haus für Geoinformation, Kranzberg[4][5][6]

Wettbewerbe:
- 2012: 1. Preis Pfarrzentrum St. Thomas Morus, München
- 2015: 1. Preis Pfarr- und Wallfahrerheim Maria Ramersdorf, München

## Auszeichnungen und Preise
- 2011: Nachwuchspreis – Deutscher Ziegelpreis für Education Center Nyanza, Ruanda[7]
- 2011: Sonderpreis – Fritz-Höger-Preis für Backstein-Architektur für Education Center Nyanza, Ruanda[8]
- 2012: Nominierung – Brick Award für Education Center Nyanza, Ruanda
- 2014: Förderpreis für Architektur der Landeshauptstadt München[9]
- 2014: Anerkennung – DEUBAU-Preis für Education Center Nyanza, Ruanda[10]
- 2017: Iconic Award für Haus für Geoinformationen, Kranzberg
- 2017: Vorstellung von Haus für Geoinformationen, Kranzberg in Best Architects 18[11]
- 2018: German Design Award für Haus für Geoinformationen, Kranzberg

## Ausstellungen
- 2014: „Förderpreise 2014“ Lothringer 13, München[12]

## Vorträge
- 2011: Symposium Was geht und Wo?, TU München

## Bücher
- brick ’12, ausgezeichnete Ziegelarchitektur international, Callwey Verlag, 2012
- 12 Projekte. Dominikus Stark Architekten, 2014
- Philip Jodidio (Hrsg.): Brick Buildings Vol. 2. Taschen, 2017
- ARQUITECTURA VIVA 140. Essential Africa